# Джабір Саїд-Герні
Аїсса Джабір Саїд-Герні (араб. عيسى جبير سعيد قرني, англ. Aïssa Djabir Saïd-Guerni; нар. 29 березня 1977) — алжирський легкоатлет, який спеціалізувався в бігу на середні дистанції.

## Спортивні досягнення
Бронзовий призер Олімпійських ігор у бігу на 800 метрів (2000). Фіналіст (7-е місце) Олімпіади-2004 у бігу на 800 метрів.
Чемпіон світу з бігу на 800 метрів (2003). Бронзовий призер чемпіонату світу в бігу на 800 метрів (1999). Фіналіст (5-е місце) чемпіонату світу з бігу на 800 метрів (2005).
Був другим у бігу на 800 метрів на Кубку світу (2002).
Дворазовий чемпіон Африки (2000, 2002) та бронзовий призер чемпіонату Африки (1998) у бігу на 800 метрів.
Срібний призер Африканських ігор у бігу на 800 метрів (1999).
Багаторазовий чемпіон та рекордсмен Алжиру з бігу на 800 метрів.